# Janīna Kursīte-Pakule
 (mars 2023).
Janīna Kursīte-Pakule (née le 2 mars 1952 à Arendole) est une femme politique national-conservatrice lettone.

## Biographie

### Enfance et éducation
Janīna Kursīte-Pakule naît le 2 mars 1952 à Arendole.
Enfant, elle joue au handball, remportant avec son équipe le championnat du district de Preiļi. Elle fréquente l'école secondaire Līvāni 1. En 1970, elle intègre l'université de Tartu et elle obtient en 1975 un diplôme en langue et littérature russes. L'année suivante, elle est diplômée de la faculté de philologie de l'université de Lettonie. De 1978 à 1982, elle étudie à l'Institut de littérature, de folklore et d'art de l'académie des sciences de Lettonie[réf. nécessaire].

### Carrière académique
En 1975, elle devient chercheuse à l'institut de langue et de littérature de l'académie des sciences de Lettonie. En 1992, elle devient professeure à l'académie de culture de Lettonie. En 1996, elle devient professeure à l'université de Lettonie. En 1999, elle devient doyenne de la faculté de philologie de l'université de Lettonie. En 2006, elle quitte l'académie des sciences et en 2007, elle cesse d'exercer à la faculté de philologie.
Dans les années 1980, elle rédige plusieurs ouvrages sur la poésie et la mythologie lettones. Elle participe à des expéditions folkloriques et ethnographiques. À partir des années 2000, elle participe à la rédaction de dictionnaires.

### Carrière politique
En 2006, Kursīte se présente aux élections législatives lettonnes de 2006 sur la liste du parti Pour la patrie et la liberté/LNNK, mais n'est pas élue. Le 27 novembre 2008, elle prend la place de Juris Boldāns (lv) au sein de la Saeima, ce dernier ayant été condamné pour falsification des résultats des élections législatives. Elle change d'affiliation politiuqe pendant cette période, intégrant le parti de l'Union civique. À la Saeima, elle siège à la Commission de l'éducation, de la culture et des sciences, puis à la Commissions des mandats et de l'éthique. En 2010, elle est élue au sein du parti Unité, dont l'Union civique fait partie. L'année suivante, elle est réélue, et elle conserve son poste jusqu'en 2014.
En 2014, elle quitte le parti de l'Union civique et rejoint l'Alliance nationale et est élue à nouveau.
En 2018, elle est élue une fois de plus. Elle prête son serment en Live ; on lui demande de le redire en letton, et elle le refait en dialecte live du letton.

## Postérité
- 2007 : Ordre des Trois Étoiles
- 2022 : certificat de mérite du Egils Levits[11]